# OUTLAW (曲)
OUTLAW(アウトロー)は、1984年6月に発売されたTHE WILLARDの3rd EP。

## 概要
和久井光司がスマートルッキン・レコードを解消してパル音楽産業内に新たに設立したBOXレコードからのリリースである。メンバーは、JUN(v.)、YOU(g.)、KLAN(b.)、KYOYA(d.)。初回プレス3,000枚は予約段階で完売。「OUTLAW」はWILLARDを代表する曲の1つとなった。1986年のメジャーデビュー後、「インディペンデントレーベル」名義でBOXレコード時代のコンピレーションアルバム『INDIES』が発売され、その中に全曲収録された。このベスト盤について、JUNは「不本意な」「わけのわからない」作品と述べている。(『DOLL』1989年6月号)1989年に東芝EMIから出された公式のベストアルバム『GONE WITH THE WIND』に収録されている「OUTLAW」はライブ音源、「STINKY VICE」は宝島オムニバスカセットブック『THE PUNX　ストリート・ムーヴメント』での再録音である。

## 収録曲
face 1
1. STINKY VICE
2. URBAN"BUT"SURVIVOR

face 2
1. OUTLAW